# История татарской периодической печати
История татарской периодической печати — процесс возникновения и становления периодической печати на татарском языке.

## Возникновение татарской периодической печати
Начиная с первой четверти XIX века, в связи с традиционно высоким уровнем грамотности среди татарского населения, наиболее прогрессивные представители татарской и русской интеллигенции предпринимали многочисленные попытки добиться разрешения властей на печатание газеты на татарском языке.
Первая безуспешная попытка получить разрешение на издание татарской газеты была сделана в 1808 году профессором Казанского университета И. И. Запольским. Царское правительство отказалось дать ему согласие на издание газеты. В 1834 году с просьбой к попечителю Казанского учебного округа М. Н. Мусину-Пушкину разрешить издание газеты «Бахр-уль-ахбар» («Море новостей») обратился студент восточного факультета университета М. Г. Никольский. Несмотря на поддержку профессора А. Казем-Бека, разрешение получить не удалось.
В 1870-х годах ходатайство об издании газеты «Тан йолдызы» («Утренняя звезда») возбуждает татарский просветитель Каюм Насыри. Безрезультатно. Учёный был вынужден ограничиться выпуском ежегодных календарей, которые стали, в определённом смысле, первым периодическим изданием на татарском языке. В 1880-е годы вопрос о татарской газете поднимался Г. Ильясовым (Ильяси), одним из зачинателей татарской драматургии, а в 1890-е годы — писателем и публицистом Загиром Бигиевым. Эти попытки также не увенчались успехом. Царское правительство неизменно отвечало отказом, ссылаясь то на отсутствие высшего и среднего образования у рекомендуемых редакторов из татар, то на невозможность организовать систематический контроль над изданиями на татарском языке.
Однако татарская интеллигенция упорно продолжала добиваться цели. В 1892 году инспектор Казанской учительской школы Шахбазгарей Ахмеров, имевший университетское образование, подаёт в Управление печати в Петербурге ходатайство об издании газеты «Казань». В ответ на это он получает порицание за попытку заниматься издательским делом состоя одновременно на государственной службе.
В 1899 году попытку открыть в Оренбурге типографию для издания газеты и книг на татарском языке сделали братья Шакир и Закир Рамиевы. В 1902 году их усилия наткнулись на категорический отказ со стороны правительства. В 1903 году педагог Хади Максудов ещё раз ставит вопрос об издании газеты под названием «Йолдыз» («Звезда»). Министерство внутренних дел сочло эту затею «нецелесообразной». В 1904 году он специально едет в столицу, добивается приёма у министра внутренних дел и оставляет ему новое прошение. И опять — безрезультатно. В начале 1905 года в г. Уральске с таким же ходатайством выступили просветитель Камиль Мутыги-Тухватуллин и знаменитый поэт Габдулла Тукай. Снова безрезультатно.
Лишь после революции 1905 года, наконец, возникают предпосылки для возникновения татарской периодической печати. 2 сентября 1905 года в Петербурге вышел первый номер еженедельной газеты «Нур» («Луч»). Она стала самой первой газетой на татарском языке.

## Татарская печать начала XX века
С началом Русской революции 1905—1907 годов началось взрывообразное развитие татарской периодической печати. Татарские газеты и журналы стали издаваться во многих городах Российской империи где более или менее компактно проживало татарское население: в Казани, Москве, Петербурге, Уфе, Оренбурге, Уральске, Астрахани и некоторых других городах. Среди татарского населения уровень грамотности на родном языке был довольно высок, что создало благотворные условия для быстрого развития типографского дела и книгопечатания. Татарские газеты и журналы печатались на арабском шрифте. Они охватывали широкий спектр идеологических уклонов — от реакционно-клерикальных до революционно-радикальных. Из-за цензуры, гонений правительства и финансовых трудностей, многие из них существовали лишь недолгое время и выходили нерегулярно.
Татарскую периодику начала XX века можно классифицировать по трём основным критериям: географическому, хронологическому и идеологическому.
С географической точки зрения, основным центром татарской периодики была Казань. Самой первой казанской газетой на татарском языке стала «Казан мохбире» («Казанский вестник»). Эта либеральная газета начала выходить 29 октября 1905 года. Официальным издателем её был адвокат Саидгарей Алкин, один из основателей партии татарской буржуазии «Мусульман иттифакы» («Союз мусульман»). Несколько месяцев спустя начала издаваться вторая казанская газета «Йолдыз» («Звезда»), а 1 февраля 1906 года — третья газета «Азат» («Свободный»), в которой сотрудничали выдающиеся деятели татарской культуры Галиаскар Камал и Гафур Кулахметов. В Петербурге в 1906 году начала выходить газета «Ульфат» («Дружба») под редакцией Рашида Ибрагимова. В 1913 года в Петербурге начала издаваться третья татарская газета города — «Ил» («Страна»). В 1914 году эта газета переместилась в Москву, где с 1915 года начала выходить ещё одна газета — «Суз» («Слово»), позже переименованная в «Безнен юл» («Наш путь»). В Оренбурге с января 1908 года выходил литературный журнал «Шура» («Совет»), издателем которого был золотопромышленник и известный татарский поэт Закир Рамиев (Дэрдмэнд). Там же, в 1907 году, начала выходить социал-демократическая газета «Урал», издателем которой был большевик Хусаин Ямашев. Города Оренбург и Уральск играли особую роль в издательском деле, так как в татарских типографиях этих городов вышли в свет первые номера газет или первые экземпляры книг практически всех тюркоязычных народов Средней Азии, так как до революции 1917 года у этих народов не было своего книгопечатания, своих типографий и своих газет. В связи с деятельностью выдающегося татарского общественно-политического деятеля Гаяза Исхаки, некоторые татарские газеты также выходили в Берлине, Варшаве, Харбине и других городах, удовлетворяя нужды татарской эмиграции.
С идеологической точки зрения, татарские газеты и журналы включали в себя широкий спектр, противоположными полюсами которого были кадимизм и джадидизм. Кадимисты (консерваторы) — это противники всех новшеств, зачастую одержимые чувством религиозного фанатизма, сторонники схоластики и догматизма. Джадидисты — представители либерального культурно-реформаторского движения, придерживавшиеся прогрессивных, светских убеждений. Одним из наиболее консервативных журналов кадимистского толка считается «Дин вэ магишат» («Религия и жизнь»), издававшийся муллой Вали Хусаиновым и придерживавшийся откровенно клерикальных позиций. Журнал начал выходить 31 декабря 1906 года в Оренбурге. На противоположном идеологическом полюсе находилась еженедельная газета джадидистского толка «Эль-ислах» («Реформа»), которая выходила под эгидой комитета шакирдов Казани и выступала за реформу мусульманской школы.
Хронологически, история татарской периодики начала XX века охватывает период между 1905 и 1917 годом. По широте охвата и разнообразию представленных мнений, периодика этого периода во многом превосходила татарскую прессу советского периода. Многие газеты выходили лишь в течение короткого времени и потом бесследно исчезали или возникали снова под другими названиями. Если в 1905—1908 годах татарская периодика переживала своего рода бум, то несколькими годами позже жесточайшая реакция привела к закрытию многих татарских печатных органов, особенно либерального и социал-демократического направления. Например, из выходивших после 1905 года в той или иной степени либеральных татарских газет и журналов к концу 1911 года сохранились лишь «Йолдыз» в Казани, «Вакыт» («Время») и «Шура» в Оренбурге и «Идель» («Волга») в Астрахани.

### Список татарских газет и журналов 1905—1920 гг[2]

#### А
- «Аваз»(«Голос»)
- «Авыл халкы» (Сельский народ)
- «Азат» (Свободный)
- «Азат халык» (Свободный народ, Казань, как продолжение «Свободы»)
- «Азат халык» (Свободный народ, Астрахань)
- «Ак Идел» (Река Белая)
- «Ак юл» (Белый путь, детская газета)
- «Акмулла» (Акмулла)
- «Алга» (Вперёд)
- «Алтай» (Алтай)
- «Анг» (Мысль)

#### Б
- «Бэянел-хак» (Правдивое повествование?)
- «Безнен тавыш» (Наш голос)
- «Безнен фикер» (Наша мысль)
- «Безнен юл» (Наш путь)
- «Борхане таракки» (Доказательство прогресса - 1906 - 1911 гг. Астрахань)[3]

#### В
- «Вакыт» (Время + серия книжек «Литературный мешок»)
- «Ватан» (Родина — газета колчаковцев)

#### Д
- «Дин вэ мэгыйшэт» (Религия и жизнь)
- «Дума» (Дума)
- «Джихад-уль-Ислам» (Борьба за Ислам — вых. в 1916 в Германии)
- «Джумхурият» (Республика)

#### З
- «Заман календаре» (Календарь времени)

#### И
- «Игенче» (Хлебороб)
- «Игъланэт» (Рекламник — рекламная газета)
- «Идел» (Волга)
- «Известия Центрального Мусульманского Военного Шуро» (на рус. языке)
- «Икътисад» (Экономка)
- «Ил», «Сюз», «Безнен ил», снова «Ил» (Страна, Слово, Наша страна, снова Страна — газеты Гаяза Исхаки, бывшие продолжением «Ил»)
- «Ил теле» (Язык страны)
- «Ирек» (Свобода)
- «Ислах» (Реформа)
- «Иттифакъ» (Единство)
- «Йолдыз» (Звезда)

#### К
- «Казан мохбире» (Казанские новости)
- «Кармак» (Удочка)
- «Карчыга» (Коршун)
- «Корылтай» (Съезд)
- «Кояш» (Солнце)

#### М
- «Маяк» (Маяк)
- «Мэгариф» (Просвещение)
- «Мэгълумат джэдидэ» (Новая информация)
- «Мэгълумат мэхкэмэи шэргыйэи мохэммэдийэ оренбургыйэ» (Новости духовного оренбургского правления магометан)
- «Мэктэп» (Школа)
- «Мизан» (Весы)
- «Миллэт» (Нация)
- «Минзэлэ иле» (Мензелинская страна)
- «Мохтарият» (Автономия, Уфа)
- «Мохтарият» (Автономия, Саратов)
- «Могаллим» (Учитель)

#### Н
- «Нур» (Луч)

#### О
- «Олфэт» (Единство)

#### Р
- «Русия сэудэсе» (Российская торговля)

#### С
- «Сарай» (Дворец)
- «Сибирия» (Сибирия)
- «Солдат ялкыны» (Солдатское пламя)
- «Сююмбике»

#### Т
- «Терджиман-Переводчик» (1883—1918, Бахчисарай)
- «Тормыш» (Жизнь)
- «Туп» (Мяч)
- «Тэрбия» (Воспитание)
- «Тэрбиятель-этфаль»(Воспитание детей)

#### У
- «Уклар» (Стрелы)
- «Укытучы» (Учитель)
- «Урал» (Урал)
- «Уфа коопераоры» (Уфимский кооператор)
- «Уфа моселман гаскэри шурасы хэбэрлэре» (Известия Уфимского мусульманского военного шуро)
- «Уфа хэбэрлэре» (Уфимские новости)
- «Уфанын авыл конкуреше журналы» (Журнал Уфимского сельскохозяйтва)

#### Ф
- «Фикер» (Мысль)

#### Х
- «Хак» (Правда)
- «Халык» (Народ)
- «Халык сузе» (Слово народа)
- «Хэбэрлэр» (Новости)
- «Хэкыйкать» (Правда)
- «Хэмият» (Защита)
- «Хокук хэм хэят» (Право и жизнь)
- «Хор миллэт» (Свободный народ)

#### Ч
- «Чикерткэ» (Кузнечик)
- «Чукеч» (Молоток)
- «Чынгыз баласы» (Дитя Чингиза)

#### Ш
- «Шэрекъ кызы» (Дочь Востока)
- «Шималь ягы» (Северная сторона)
- «Шуро» (Совет)

#### Э
- «Эд-дин валь-адаб» (Религия и мораль)
- «Эль-галями эль-ислами» (Иламский мир)
- «Эльгасрельджадит» (Новый век)
- «Эль-ислах» (Реформа)
- «Эль-минбар» (Минбар)
- «Эт-тилмиз» (Студент, на арабском языке, ред. Габдрашид Ибрагимов, тат. кади)
- «Эхбар» (Новости)
- «Эш-шэркыят» («Восточный сборник-Шэрык мэжмугасе» — журнал, альманах)

#### Ю
- «Юл» (Путь)

#### Я
- «Яшен» (Молния)
- «Ялт-Йолт» (Сверкание или Зарница)
- «Яз» (Весна)
- «Яна вакыт» (Новая время — продолжение газеты «Вакыт»-«Время»)
- «Яна хэят» (Новая жизнь)

## Татарская печать советского периода
Первая четверть XX столетия была «золотым веком» татарской периодики, после которого наступил этап резкого упадка. Если в период между 1905 и 1917 годом любой татарский промышленник или купец, несмотря на необходимость получения разрешения от губернских властей, мог начать выпуск газеты в любом городе России, то в советский период вопрос о выпуске газет решался исключительно партийными и советскими чиновниками, которые, обычно, не видели никакой необходимости печатания татарских газет, особенно вне Татарстана. А так как более двух третей всех татар проживало вне ТАССР, доступ большинства татар к газетам на родном языке был серьёзно ограничен.
Упадок периодической печати на татарском языке в советский период коснулся содержания, тиража и географического распространения газет и журналов. Если после Русской революции 1905—1907 годов татарские газеты выходили во многих городах России, где компактно проживали татары, то в советский период татарские газеты выходили лишь в Татарии и Башкирии (если не считать небольшого числа районных газет в соседних регионах и республиках, тиражи которых не превышали нескольких тысяч экземпляров). Если до революции содержание татарских газет и журналов представляло собой целую гамму идеологических уклонов — от праворадикальных до леворадикальных — то в советское время вся периодика выражала лишь коммунистическую идеологию. Советские газеты непропорционально огромное время уделяли промышленности и сельскому хозяйству и почти ежедневно на первых страницах газет были фотографии комбайна или трактора, передовой доярки или знатного механизатора. Татарские газеты, как правило, состояли из репортажей об очередных успехах советских тружеников и перепечаток статей из центральных московских газет по различным злободневным темам внутренней и международной жизни.
Союзным республикам «по штату» полагалось иметь довольно значительное количество газет и журналов, тогда как автономии имели право лишь на очень скромный арсенал периодики. Так, вплоть до начала 1980-х годов, в Татарии, по существу, выходила лишь одна крупная газета на татарском языке — «Социалистик Татарстан» («Социалистический Татарстан»), два татарских общественно-политических и литературно-художественных журнала — «Казан Утлары» («Огни Казани») и «Азат Хатын» («Свободная женщина»), а также детский журнал «Ялкын» («Искра»), которые, по подписке, были также доступны и некоторой части татар вне своей республики.  На районном выходили более мелкие газеты местного масштаба. В отличие от Татарской АССР, каждая союзная республика имела право на издание нескольких газет с крупными тиражами, а также множества специализированных журналов по самым различным темам — от нумизматики и шахмат до спорта и науки. Таким образом, татарский народ, который до революции внёс большой вклад в дело просвещения и распространения грамотности среди тюркоязычных народов Средней Азии, в советское время значительно отстал от этих же народов как по тиражам газет и журналов, так и по тиражам книг.
В советские годы были проведены две реформы алфавитов тюркоязычных народов СССР, в ходе которых произошёл переход сначала от арабского шрифта к латинскому (в 1928 году), а затем к кириллице (в 1938 году). В результате этих перемен была серьёзно нарушена культурная преемственность поколений, так как вся дореволюционная литература и периодика на арабском шрифте стала, по существу, недоступной для молодого поколения.
Первая советская шахматно-шашечная газета вне Москвы и Ленинграда называлась «Шахматист-шашист Татарии», которая издавалась ежемесячно в Казани в декабре 1931 — июне 1932 в качестве приложения к молодёжной газеты «На штурм».

## Татарская печать послесоветского периода
С распадом СССР, ситуация, казалось бы, должна была измениться в лучшую сторону: у быстро нарождающегося класса татарских бизнесменов и магнатов появились все возможности для учреждения и издания новых органов печати на татарском языке. Но этого не произошло. Частично это объясняется далеко зашедшей этнической ассимиляцией: У многих потенциальных издателей нет ни желания, ни интереса служить делу просвещения своего народа. Исключения можно пересчитать по пальцам.
Именно поэтому в послесоветский период основными издателями татарских газет в российских регионах стали обычные граждане — рабочие, служащие, представители интеллигенции, которые занимаются этим делом на свои скромные зарплаты, а также на пожертвования читателей и просто сочувствующих. Типичным примером таких публикаций можно назвать «Татарскую Газету» — неофициальный печатный орган татар Мордовии, которую публикует на свои сбережения житель села Аксеново Ирек Биккинин. Однако, далеко не во всех российских областях с компактно проживающим татарским населением есть активисты, заинтересованные в издании татарских газет и журналов.
В некоторых случаях, региональные власти некоторых российских регионов публикуют газеты на татарском языке в местах их компактного проживания. Например, в Куйбышевской области издаётся газета «Бердәмлек» («Единство»), тираж которой не превышает 6 тысяч экземпляров. В Ульяновской области выходит газета «Өмет» («Надежда»), тираж которой не превышает 7 тысяч. Крайне низкие тиражи таких изданий типичны для всех регионов, где выходят татарские газеты.
Подавляющее большинство татар диаспоры не имеет доступа к татароязычной прессе. По причине ассимиляции, у многих татар даже нет желания читать газеты на родном языке.
Что же касается периодики, издаваемой или спонсируемой правительством Татарстана, то здесь наблюдаются две параллельные, но противоположные тенденции: одновременное увеличение количества наименований татарских газет и журналов и прогрессирующее падение их тиражей. Например, тиражи таких газет, как «Татарстан Яшьләре» («Молодёжь Татарстана»), «Ватаным Татарстан» («Родной Татарстан»), «Шәхри Казан» («Город Казань») и др. не превышают нескольких десятков тысяч экземпляров.
В последнее время стали появляться новые газеты — «Акчарлак», «Ирек майданы», «Безнең фикер», «Азатлык», «Кәеф ничек?» и др.
Отдельно следует отметить татарские газеты и журналы, которые издаются или издавались при содействии со стороны зарубежных спонсоров. В течение некоторого времени в начале 1990-х годов при содействии финских татар издавался детский журнал на татарском языке. В середине 1990-х годов издатели турецкой газеты «Заман» («Время») выпускали небольшое приложение на татарском языке «Заман-Татарстан» с тиражом не более 9 тыс. экземпляров, но это начинание длилось чуть более года.
Если в дореволюционный период все татарские газеты выходили на арабском шрифте, а в советский период — сначала на латинице, а затем на кириллице, то в послесоветский период возникла неопределённость и даже неразбериха в выборе алфавита, которая привела к тому, что некоторые татарские издания выходили только на арабском шрифте (например, газеты мусульманской направленности), только на латинице (например, газета «Дөнья» («Мир») или только на кириллице (большинство татарских газет и журналов). В некоторых случаях, издания выходили на двух или трёх алфавитах одновременно.
В целом татарская периодика послесоветского периода находится в довольно плачевном состоянии. Единственным противовесом всем негативным тенденциям является Татарский Интернет («Татнет»), который, в некоторой степени, компенсирует недостатки в развитии татарской периодики.
В 2022 году на фоне российского вторжения на Украину, в России усилилась цензура и началась очередная волна преследований журналистов и закрытие изданий. Так например главный редактор и основатель «Татарской газеты» (Культурно-просветительская газета татарской общины Республики Мордовия) Биккинин Ирек Дамирович был объявлен иностранным агентом из-за критики символа вторжения Z